# Pornografia

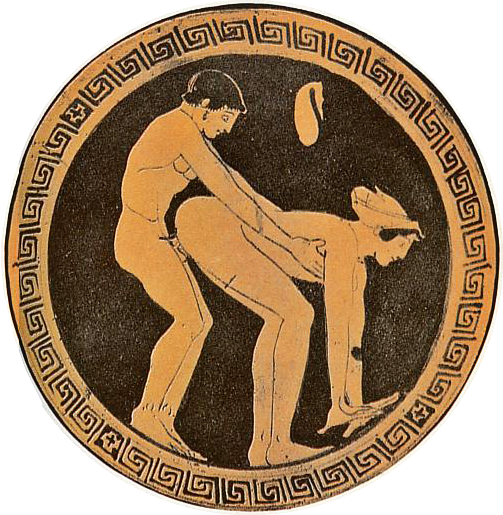
Przykład pornografii (grafika utrwalona na kyliksie, V wiek p.n.e.)

Pornografia, potocznie porno (od gr. γραφός, graphos „piszący”; πόρνη, porne „nierządnica”; pornográphos „piszący o nierządnicach”) – wizerunek osób lub przedmiotów o cechach jednoznacznie seksualnych utworzony z zamiarem wywołania pobudzenia seksualnego lub podniecenia u osób oglądających. Pokazy emitowane na żywo np. w internecie, również stanowią formę pornografii.

## Etymologia
Słowo „pornografia” pochodzi z greki (πορνογραφία) i wywodzi od słów πόρνη (pornē „nierządnica” i πορνεία porneia „prostytucja”), i γράφειν (grafein „rejestrować”) oraz końcówki -ία (-ia, znaczącego „należący do”), zatem łączne znaczenie tego słowa można oddać jako „rejestracja prostytutek lub prostytucji”. Nie wiadomo, kiedy po raz pierwszy użyto tego określenia w języku greckim; pierwsze znane użycie zawarte jest w dziele Deipnosophistae Atenajosa. Współczesne greckie słowo „pornografia” pochodzi od francuskiego pornographie.
Do języka francuskiego słowo pornographie zostało prawdopodobnie wprowadzone przez Nicolasa Edme Restif de La Bretonne, który wydał w 1769 książkę o tym tytule z treścią nasyconą erotyzmem, po czym w XIX w. słowo to rozpowszechniło się w innych językach, w tym również w polskim.

## Kontrowersje
W dyskusjach dotyczących pornografii największe kontrowersje budzi zazwyczaj kwestia zgodności z prawem czynności polegającej na rozpowszechnianiu treści lub produktów posiadających cechy pornograficzne – czynność taka prowadzić może bowiem do „uczynienia ich dostępnymi dla większej, z góry nieokreślonej liczby osób”. Natomiast pornografia pokazywana w ograniczonym kręgu osób lub w wyznaczonych do tego celu miejscach, jak np. sex shopy, nie stanowi naruszenia prawa.
W warstwie wytwórczej pornografii podstawowe kontrowersje dotyczą udziału osób małoletnich oraz dopuszczalności scen przemocy seksualnej – w tym względzie współczesne legislacje przyjmują najczęściej założenie o niedopuszczalności w obu wymienionych przypadkach, a przyjętą granicę wieku wyznacza się zwykle na 15 lat.
Inna, burzliwa kontrowersja dotyczy wyznaczenia warunków granicznych dla definicji pornografii – tutaj wyraźnie zaznaczają się dwa przeciwstawne stanowiska:
- granicy pornografii wyznaczyć się nie da, a gdyby nawet, to będzie ona zawsze zmienna, tak jak zmienne są obyczaje,
- możliwe jest wyznaczenie granicy pornografii i to wcale nie zmiennej – z punktu widzenia np. prawa karnego zmienność obyczajów nie przesądza o zmienności granicy pornografii, ponieważ pornografia zależy nie tylko od obyczajności.

Niektórzy autorzy wypowiadający się na temat pornografii twierdzą, że „większą część problemu pornografii stanowi ruch antypornograficzny”.
Konsekwencją rozlicznych kontrowersji związanych z pornografią, co łatwo zauważyć w dysputach, jest duża rozbieżność opinii bądź punktów widzenia, co w następstwie może utrudniać lub ograniczać zakres prowadzonych badań naukowych dotyczących tego zjawiska, szczególnie w aspekcie kulturoznawczym.
W marcu 2014 ukazał się pierwszy numer recenzowanego kwartalnika poświęconego zjawisku pornografii pt. „Porn Studies”.

## Prawne aspekty pornografii
pornografia legalna
     pornografia legalna z pewnymi ograniczeniami
     pornografia nielegalna
     dane niedostępne

Stosunek do pornografii w różnych krajach świata:
pornografia legalna
pornografia legalna z pewnymi ograniczeniami
pornografia nielegalna
dane niedostępne

W 1923 roku państwa zrzeszone w Lidze Narodów podpisały Międzynarodową Konwencję w sprawie Zwalczania Obiegu i Handlu Wydawnictwami Pornograficznymi, którą przyjęło 56 państw (w tym Polska – 1927 rok). Umowa obowiązuje.
Sytuacja prawna pornografii jest silnie zróżnicowana w zależności od kraju lub regionu. Zazwyczaj zabroniona jest pornografia przedstawiająca stosunki seksualne z udziałem dzieci (chociaż występują różnice w określeniu poziomu wieku, do którego uznaje się osobę za dziecko). W zależności od kraju zakaz może dotyczyć pornografii, w której dzieci występują w charakterze seksualnym lub nieseksualnym (a sceny erotyczne zostały dodane komputerowo). Inne jej formy są dozwolone lub zabronione w różnym stopniu.
W społeczeństwie przyjęło się dzielić pornografię na dwa rodzaje – „miękką”, z pogranicza erotyki i seksu, gdzie nie jest pokazywany akt kopulacji, oraz „twardą”, do której zalicza się między innymi treści ilustrujące genitalia w stanie wzbudzenia czy akty perwersyjnych zachowań podczas stosunku. Pierwszym krajem, w którym zalegalizowano tzw. „twardą” pornografię, wraz z pornografią z udziałem dzieci oraz zwierząt, była Dania, 1 lipca 1969. Przykładami innych liberalnych w tej kwestii krajów są Holandia, gdzie pisma i filmy pornograficzne można było kupić w kioskach ulicznych, czy Szwecja (chociaż tam przepisy dotyczące dostępności pornografii zostały w latach 80. XX w. znacznie zaostrzone). W wielu krajach z listy przestępstw seksualnych została usunięta zoofilia, dozwolona jest równocześnie sprzedaż pornografii z udziałem zwierząt. W takich przypadkach pojawiające się w tej materii sprawy karne są rozstrzygane z perspektywy nieprzyzwoitości oraz przepisów okrucieństwa wobec zwierząt. W sprawach tych istnieje również małe prawdopodobieństwo otrzymania kary pozbawienia wolności.
W niektórych ustawodawstwach pornografia dozwolona jest w stopniu ograniczonym. Np. prawo japońskie do niedawna zakazywało rozpowszechniania wizerunków włosów łonowych (paradoksalnie, wydepilowane genitalia można było pokazać), a we Francji, choć dozwolone, produkcje pornograficzne obłożone są wyższym podatkiem niż niepornograficzne.
Na drugim końcu skali są kraje, w których pornografia nie jest dozwolona. Należy do nich między innymi Norwegia, gdzie pornografia do niedawna była nielegalna, ale tolerowana i łatwo dostępna (7 grudnia 2005 roku sąd najwyższy wydał decyzję, z której wynika legalność pornografii drukowanej i możliwość jej dystrybucji w otwartych sieciach sprzedaży, decyzja ta jednak nie sprecyzowała statusu filmów i telewizji przedstawiającej pornografię). Podobne podejście reprezentuje prawo Singapuru, które zakazuje sprzedaży takich periodyków, jak Playboy.

### Sytuacja w Polsce
W Polsce pornografia jest legalna, przestępstwem jest jednak publiczne prezentowanie treści pornograficznych w taki sposób, że może to narzucić ich odbiór osobie, która tego sobie nie życzy (art. 202 § 1 kk). Karze podlega też ten, kto małoletniemu poniżej lat 15 prezentuje treści pornograficzne lub udostępnia mu przedmioty mające taki charakter albo rozpowszechnia treści pornograficzne w sposób umożliwiający takiemu małoletniemu zapoznanie się z nimi (art. 202 § 2 kk). Zakazane jest też: w celu rozpowszechniania produkowanie, utrwalanie lub sprowadzanie, przechowywanie lub posiadanie albo rozpowszechnianie lub publiczne prezentowanie treści pornograficznych z udziałem małoletniego albo treści pornograficznych związanych z prezentowaniem przemocy lub posługiwaniem się zwierzęciem (art. 202 § 3 kk). Karane jest także utrwalanie treści pornograficznych z udziałem małoletniego poniżej lat 15, sprowadzanie, przechowywanie, posiadanie takich treści (art. 202 § 4 i 4a kk) lub uzyskiwanie do nich dostępu. Karze podlega też ten, kto produkuje, rozpowszechnia, prezentuje, przechowuje lub posiada treści pornograficzne przedstawiające wytworzony albo przetworzony wizerunek małoletniego uczestniczącego w czynności seksualnej (art. 202 § 4b kk).
Prawodawstwo Unii Europejskiej odnosi się jedynie do zwalczania pornografii obrazującej wykorzystywanie seksualne dzieci i zobowiązuje kraje członkowskie do wprowadzania ustawodawstwa wspierającego zwalczanie tego rodzaju pornografii.

## Pornografia dziecięca
Pornografię dziecięcą definiuje się zazwyczaj w oparciu o pojęcie pornografii. Pod pojęciem pornografii dziecięcej należy rozumieć treści, które przedstawiają osobę małoletnią wykorzystywaną seksualnie lub prezentujące jej genitalia z zamiarem pobudzenia seksualnego odbiorcy. Ponieważ w przypadku osoby małoletniej nie można mówić o dobrowolnej aktywności seksualnej, w literaturze anglojęzycznej przyjęto terminologię do opisu takich sytuacji i zachowań: „obrazy krzywdzące dziecko” (ang. child abuse images) oraz „wykorzystywanie dziecka” (ang. child exploitation),
Z kolei w rozumieniu Konwencji Rady Europy dotyczącej przestępczości w internecie (art. 9.2), pojęcie „pornografia dziecięca” (ang. child pornography) obejmuje materiał pornograficzny, który w widoczny sposób przedstawia:
- osobę małoletnią w trakcie czynności wyraźnie seksualnej
- osobę, która wydaje się być nieletnią w trakcie czynności wyraźnie seksualnej
- realistyczny obraz przedstawiający osobę małoletnią w trakcie czynności wyraźnie seksualnej.

Według II Protokołu Dodatkowego do Konwencji o prawach dziecka (art. 2 c):
dziecięca pornografia oznacza jakiekolwiek pokazywanie, za pomocą dowolnych środków, dziecka uczestniczącego w rzeczywistych lub symulowanych ewidentnie czynnościach seksualnych lub też jakiekolwiek pokazywanie organów płciowych w celach przede wszystkim seksualnych.
Należy zaznaczyć, że przepis powyższy nie obejmuje materiałów dźwiękowych.

### Sytuacja prawna w Polsce
Polski Kodeks karny w art. 202 § 3 zakazuje rozpowszechniania lub prezentacji treści pornograficznych z udziałem małoletniego, z użyciem przemocy lub z udziałem zwierząt. Ponadto zakazane jest produkowanie, utrwalanie, sprowadzanie, przechowywanie i posiadanie tego typu treści w celu ich rozpowszechniania. Za naruszenie tego zakazu grozi kara pozbawienia wolności od 2 do 12 lat. Przestępstwem jest także samo posiadanie lub uzyskiwanie dostępu do pornografii dziecięcej, podlegające karze pozbawienia wolności od 3 miesięcy do lat 5; zapis ten stosuje się zarówno wobec samego pedofila, jak i osób zaangażowanych w ściganie i pociągnięcie przestępcy do odpowiedzialności karnej.
Zgodnie z ustawą o krajowym systemie cyberbezpieczeństwa (Dz.U. z 2024 r. poz. 1077), zapewnienie obsługi serwisu internetowego prowadzącego działalność w zakresie zgłaszania i analizy przypadków dystrybucji, rozpowszechniania lub przesyłania pornografii dziecięcej za pośrednictwem technologii informacyjno-komunikacyjnych prowadzi Zespół Dyżurnet.pl, funkcjonujący w ramach NASK-PIB.

## Metody rozpowszechniania pornografii

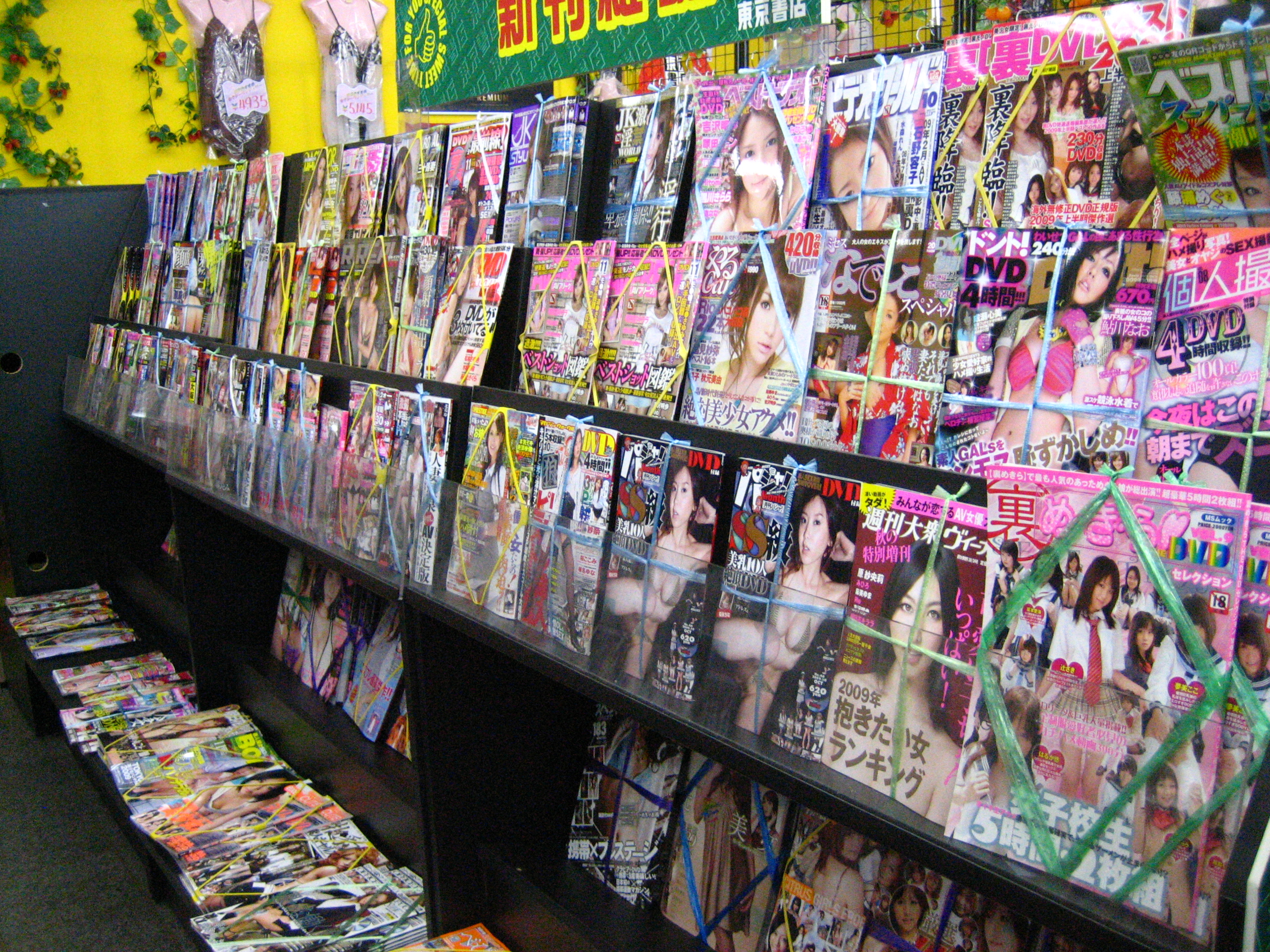
Stoisko z czasopismami pornograficznymi wystawionymi na sprzedaż w Japonii

Pornografia jest rozpowszechniana – w tym celu wykorzystywane są nośniki materialne w formie np. druku na papierze lub zapisu sygnału (analogowego lub cyfrowego) na nośniku danych. Powielone nośniki materialne umożliwiają następnie kolportaż pornografii pod postacią czasopism, książek, kartek pocztowych, kaset wideo, płyt DVD-Video lub blu-ray czy plików danych zapisanych w pamięci zewnętrznej komputera.
Rozpowszechnianie pornografii ma miejsce również z wykorzystaniem środków masowego przekazu np. telewizji w formie emisji filmów pornograficznych lub audycji telewizyjnych o tematyce pornograficznej emitowanych na żywo. Innym, popularnym współcześnie środkiem wykorzystywanym do rozpowszechniania pornografii, pod postacią plików lub strumieni danych zawierających treści pornograficzne, jest internet.
Przyczyn rozpowszechniania pornografii należy dopatrywać się przede wszystkim w zyskach osiąganych z tego rodzaju działalności gospodarczej – istnieje nawet pojęcie „przemysł pornograficzny”.

## Religie wobec pornografii

### Kościół katolicki
Według Kościoła katolickiego pornografia pomija szerszy kontekst życia – miłość, małżeństwo, rodzina, sfera obowiązków, odpowiedzialności, trudności, zahamowań i ograniczeń.
Katechizm Kościoła Katolickiego definiuje pornografię: „Pornografia polega na wyrwaniu aktów płciowych, rzeczywistych lub symulowanych, z intymności partnerów, aby w sposób zamierzony pokazywać je innym”. (KKK 2354). Zatem jednoznacznie negatywnie określając zjawisko, określa też jego ramy (nie mieści się w nich np. negliż, czy sceny nacechowane erotyką, ale bez aktu płciowego). Katechizm mówi, iż pornografia „...stanowi wynaturzenie aktu małżeńskiego, wzajemnego intymnego daru małżonków. Narusza poważnie godność tych, którzy jej się oddają (aktorzy, sprzedawcy, publiczność), ponieważ jedni stają się dla drugich przedmiotem prymitywnej przyjemności i niedozwolonego zarobku. [...] Pornografia jest ciężką winą [...]. Władze cywilne powinny zakazać jej wytwarzania i rozpowszechniania”.
Kościół uważa, że pornografia jest zagrożeniem w rozwoju psychospołecznym młodzieży, również w przygotowaniu ich do zawarcia małżeństwa i założenia szczęśliwej rodziny. Sięganie po takie treści ma ogromnie utrudniać uczenie się miłości, wierności, szacunku i odpowiedzialności w odniesieniu do samego siebie, do przyszłego współmałżonka i własnych dzieci.
Według Kościoła katolickiego skutkiem pornografii jest zniszczenie całościowego obrazu miłości kobiety i mężczyzny, ponieważ ma sprowadzać ją do poziomu seksu, podczas gdy „prawda, o ludzkiej miłości leży zawsze w odtworzeniu wzajemnego stosunku osób”.

### Świadkowie Jehowy
Świadkowie Jehowy uważają, że pornografia odzwierciedla wypaczony, samolubny, szatański pogląd na seks oraz rujnuje więź z Bogiem oraz wywiera rujnujący wpływ na całe rodziny i pojedyncze osoby, zaś osoby oglądające pornografię Bóg uważa za nieczyste pod względem moralnym, mogłoby to doprowadzić do całkowitej utraty uznania Bożego. Uważają, że pornografia znieważa Boga, ponieważ ludzie zostali stworzeni na obraz i podobieństwo Boga oraz dał im on poczucie przyzwoitości. Kierując się mądrością, Bóg miał ustanowić ograniczenia dotyczące kontaktów seksualnych – miały one sprawiać przyjemność mężczyźnie i kobiecie będącym w związku małżeńskim. Według tych wierzeń, osoby propagujące pornografię lekceważą Boże zasady moralne i obrażają Jehowę – Boga, który ich za to osądzi.

### Islam
Islam zakazuje pornografii (wynika to z interpretacji Koranu, ale sam Koran nie porusza tematu pornografii) – jest ona według tej religii haram i jest formą cudzołóstwa, a karą za jej oglądanie jest uczucie stresu i wyobcowania oraz „ciemność na twarzy i w sercu”, a także oddalania się od osiągnięcia szczęścia i spokoju ducha (co ma być skutkiem oddalania się od Allaha). Według islamu pornografia zniewala człowieka, a według islamskich duchownych osoby, które ją oglądają, doświadczają lęku, osłabienia fizycznego i „zatwardziałości serca”.

## Wpływ pornografii na społeczeństwo
Skutki oddziaływania pornografii doczekały się wielu prób naukowego zbadania. Wyniki tych prac prezentują jednak również skrajnie różny obraz sytuacji, nawet jeżeli chodzi o wpływ na przestępczość. Część dowodzi szkodliwego wpływu pornografii (np. uzależnienie seksualne), z drugiej strony dowodzi się, że ogólna dostępność pornografii może dawać potencjalnym przestępcom seksualnym zaakceptowaną przez społeczeństwo pewną metodę zaspokojenia swojej seksualności. Badania starsze (przeprowadzone w latach 1970–1984) wskazują na ujemną korelację pomiędzy pornografią a przestępczością. Przeciwnych wniosków dostarczają badania nowsze. Zwraca się uwagę nawet na spadek cen nieruchomości w USA znajdujących się w pobliżu placówek pornograficznych.
W 1970 roku, na zlecenie Komisji Stanów Zjednoczonych do spraw Nieprzyzwoitości i Pornografii (President’s Commission on Obscenity and Pornography) przeprowadzono badania skutków dostępu do pornografii. Badania na zlecenie komisji prowadzili między innymi Byrne i Lamberth (1970), Davis i Braucht (1970), Mann z zespołem (1970), Kutchinsky (1973) i Donald Mosher (1970). Badania te wskazały, że kontakt z pornografią nie wpływa na popełnianie przestępstw w odczuwalnym stopniu.
Badania zespołu Goldsteina (1970) i zespołu Johnsona (1970) również przeprowadzone na zlecenie Komisji, skupiły się na związkach między dostępem do pornografii a przestępczością nieletnich (w szczególności przestępczością na tle seksualnym) w USA. Ich wynik był następujący: nie stwierdzono korelacji pomiędzy dostępem do pornografii a przestępczością nieletnich.
Jednocześnie badania prowadzone w ramach tego programu wśród skazanych za przestępstwa na tle seksualnym pokazały, że w okresie dojrzewania mieli mniejszy kontakt z pornografią, niż grupa kontrolna. W późniejszych pracach Kenta i Goldsteina (1978) stwierdzono, że przestępcy na tle seksualnym mieli (tak w okresie dojrzewania, jak i w życiu dorosłym) mniejszy kontakt z pornografią, niż grupa kontrolna.
Badania z 1970 roku były krytykowane przez przedstawicieli Kościołów i radykalnych organizacji feministycznych. Ale tylko jeden naukowiec (Tannenbaum) w swoich pracach prowadzonych i publikowanych w tym czasie w USA wykazywał związek między skłonnością do agresywnych zachowań a kontaktami z pornografią. Z drugiej strony, analiza danych jakie Tannenbaum przytacza prowadzi do stwierdzenia, że pełne są one dwuznaczności.
Wzorce zachowań prezentowane w niektórych filmach pornograficznych znacznie odbiegają od rzeczywistości i związane są z instrumentalnym traktowaniem ciała kobiety oraz aktami przemocy. Niektóre organizacje feministyczne twierdzą, że istniejące w filmach pornograficznych wzorce traktowania kobiet są poniżające i mają istotny wpływ na zachowania społeczne ludzi.
Psycholog A. Krawulska w pracy doktorskiej z 1999 roku wykazuje niektóre różnice między mężczyznami korzystającymi i niekorzystającymi z pornografii. Korzystający z pornografii charakteryzują się między innymi wyższym nasileniem potrzeby seksualnej, niższym poziomem zadowolenia seksualnego oraz większą skłonnością do przedmiotowego traktowania innych.
Badania wskazują na silny związek intensywnego używania pornografii z agresją seksualną, wśród osób często oglądających pornografię widać wyraźny wzrost braku wrażliwości na bodźce seksualne, włącznie z uznawaniem mitu akceptacji gwałtu. Inne badania zauważają, że oglądanie pornograficznych filmów zawierających przemoc (np. gwałt) sprawia, że mężczyźni stają się bardziej agresywni wobec kobiet (np. wymierzają im silniejsze kary, jeśli mają do tego sposobność), są bardziej skłonni akceptować przemoc wobec kobiet oraz, podobnie jak poprzednio, wierzyć w „mit gwałtu” (przekonanie o tym, że gwałt sprawia kobiecie przyjemność).
Ponadto stwierdzono, że osoby bardziej otwarte i tolerancyjne uznawały te materiały za bardziej podniecające, ale im większy był ich kontakt z materiałami pornograficznymi, tym mniejsze podniecenie wywoływała ona w badanych (następowało swego rodzaju znudzenie pornografią). Z badań wynika także, że im większy i częstszy dostęp do materiałów o charakterze pornograficznym, tym większa tolerancja dla pornografii i jej odbiorców.
Przestępstwa na tle seksualnym możemy podzielić na dwie zasadnicze grupy:
- przestępstwa bez użycia przemocy (np. podglądactwo, ocieractwo, obnażanie się publiczne)
- przestępstwa z użyciem przemocy (np. zgwałcenie).

Badania Kutchinsky’ego (1973) prowadzone w Kopenhadze w Danii, gdzie w latach 1967–1969 zniesiono wszelkie ograniczenia związane z pornografią, prowadzą do podobnych wniosków na temat korelacji między dostępem do pornografii a przestępczością na tle seksualnym. W Danii zanotowano znaczący spadek przestępczości na tle seksualnym po wprowadzeniu pełnej dostępności pornografii. Kutchinsky stwierdził, że w latach 1964–1984 liczba przestępstw na tle seksualnym (bez użycia przemocy) spadła o 50%. Podobnie wygląda sytuacja w Szwecji, gdzie pornografia jest zalegalizowana od 1970 roku. W okresie 1964-84 liczba przestępstw na tle seksualnym (bez użycia przemocy) spadła w Szwecji o 25%. W Niemczech pornografię zalegalizowano w 1973 roku, a liczba przestępstw na tle seksualnym (bez użycia przemocy) spadła w latach 1964–1984 aż o 60%. Jednocześnie w Danii i Szwecji tylko nieznacznie (poniżej 10%) wzrosła liczba gwałtów, a w Niemczech liczba gwałtów spadła o 15%. Dla porównania liczba przestępstw przeciw nietykalności osobistej (ale nie związanych z seksem) w trzech wymienionych krajach w tym samym czasie wzrosła od 225 do 300%.
W Japonii pornografia nadal jest nielegalna, ale od 1990 roku przepisy zakazujące pornografii są martwe. Milton Dimond prowadzi tam badania nad przestępczością (ze szczególnym uwzględnieniem przestępstw przeciw nietykalności osobistej i na tle seksualnym) w latach 1972–1995. W uzyskanych dotąd, niepełnych jeszcze wynikach, zwraca uwagę fakt systematycznego spadku ilości przestępstw na tle seksualnym przy jednoczesnym wzroście ilości przestępstw przeciwko życiu i nietykalności osobistej. Nie zaobserwowano zmiany tendencji spadkowych w przypadku przestępstw na tle seksualnym po wstrzymaniu egzekwowania prawa antypornograficznego. Zjawiskiem charakterystycznym dla Japonii pornografia animowana, np. ecchi, hentai.
Zupełnie inaczej, zdaniem Kutchinsky’ego wygląda sytuacja w USA, gdzie pornografia jest legalna tylko w niektórych stanach. W okresie 1964–1984 liczba przestępstw na tle seksualnym wzrosła tam o 300%, a liczba przestępstw przeciw nietykalności osobistej wzrosła o 270%. Zdaniem większości badaczy oraz przedstawicieli organów ścigania tak znaczny wzrost ilości stwierdzonych przestępstw na tle seksualnym wynika z intensywnej akcji uświadamiającej, czego skutkiem jest znacznie większy procent zgłaszanych przypadków gwałtu.
W latach 70. XX w. badania koncentrowały się na związkach między dostępnością pornografii a przemocą w stosunku do kobiet.
Badania Malamutha i Spinnera (1980) wykazały, że rynek wykazuje coraz mniejsze zainteresowanie zdjęciami zawierającymi sceny przemocy, a ich udział w ogólnej liczbie publikowanych zdjęć systematycznie spada. Również nie zanotowano wzrostu ilości scen z użyciem przemocy w produkcjach wideo w latach 1970–1983 (badania zespołu Donnersteina, 1987). Podsumowaniem badań prowadzonych przez wielu naukowców zawarte zostało w pracy Donnersteina, Linza i Penroda „The Questio of Pornography: research Findings and Policy Implication” (1987).
Autorzy wyróżniają w niej trzy rodzaje pornografii.
1. Pornografia bez scen z użyciem przemocy. Nie stwierdzono związku między dostępem do pornografii tego typu a poziomem agresji i zachowaniami aspołecznymi tak w stosunku do kobiet, jak i mężczyzn. W rzeczywistości autorzy wskazują na to, że kontakt z pornografią bez scen przemocy zmniejsza poziom agresji i wpływa na rozwój prospołecznych zachowań.
2. Pornografia bez scen przemocy, ale ze scenami poniżającymi kobiety (ukazującymi promiskuityzm kobiet i ich seksualne nienasycenie nawet w obliczu pogardy i poniżenia ze strony mężczyzn). Nie stwierdzono związku między kontaktem z tego typu pornografią a przestępczością na tle seksualnym. Nie stwierdzono również, by kontakt z tego typu materiałami pornograficznymi implikował traktowanie kobiety jedynie jako przedmiotu służącego mężczyźnie do zaspokajania popędu seksualnego. Donnerstein, Linz i Penrod stwierdzają jednak, że trudno tu o ostateczną konkluzję.
3. Pornografia ze scenami przemocy. Uwaga autorów pracy skupiła się na pornografii ze scenami przemocy. Stwierdzili tu, że zarówno ich badania, jak i badania innych (np. Malamutha i Checka) wykazują, że kontakt z pornografią zawierającą sceny przemocy może u niektórych mężczyzn prowadzić do silnego, seksualnego podniecenia (zwłaszcza jeśli ofiara gwałtu przedstawiona jest tak, jakby odczuwała zadowolenie). Nieliczni z badanych stwierdzili, po obejrzeniu przedstawionych materiałów, że mogliby dokonać gwałtu, gdyby mieli pewność uniknięcia kary. Zrobiliby to nawet wówczas, gdyby widzieli, że ofiara cierpi. Część badaczy wnioskuje z tego, że kontakt z materiałami o charakterze sadystycznym może u podatnych na to mężczyzn zwiększać skłonność do dokonania przestępstwa na tle seksualnym.

Jednocześnie Donnerstein, Linz i Penrod wykazali, że zdecydowana większość mężczyzn nie jest zainteresowana pornografią, zawierającą sceny przemocy, oraz że może ona wywoływać negatywne zachowania w stosunku do kobiet i zwiększać stopień akceptacji dla gwałtu.
Malmuth i Check sugerują, że kontakt z pornografią zawierającą sceny przemocy może u mężczyzn, którzy wcześniej wykazywali predyspozycje do przemocy w stosunku do kobiet, wywołać wzrost akceptacji dla przestępstw na tle seksualnym. Donnerstein, Linz i Penrod uznają, że kontakt z pornografią zawierającą sceny gwałtu i przemocy może u podatnych na to mężczyzn zwiększyć skłonność do stosowania przemocy w stosunku do kobiet. Dalsze badania z użyciem niepornograficznych i nie związanych z seksem, ale zawierających sceny przemocy materiałów wykazały, że wpływają one na poziom agresji w stosunku do kobiet zdecydowanie bardziej niż materiały związane z seksem.
Nowsze badania również zwracają uwagę na związek pomiędzy pornografią a przestępczością. Zauważa się, że internetowi przestępcy seksualni spędzali dziennie więcej niż 11 godzin przeglądając pornografię z udziałem dzieci. Większość skazanych za przechowywanie i dystrybucję pornografii obrazującej wykorzystywanie seksualne dzieci (pornografii dziecięcej) w internecie dopuściła się także pedofilii w prawdziwym życiu.
Powszechna wydaje się opinia, iż należy chronić dzieci przed dostępem do materiałów pornograficznych. Zgodnie z nią u dzieci i młodzieży pornografia może stać się niewłaściwym wzorcem zachowań seksualnych i zaburzać ich prawidłowy rozwój psychoseksualny, ponieważ przedstawia zachowania znacznie odbiegające od rzeczywistości.

## Pornografia z punktu widzenia psychoanalizy
Fantazje erotyczne, których odbiciem jest pornografia, powstają według psychoanalitycznego ujęcia z potrzeby przełamywania wierzeń patogenicznych (pojęcie wprowadzone przez Joe Weissa w latach 80.) związanych z oddzielaniem się psychiki dziecka od jego rodziców. Oddzielanie to jest szczególnie istotne w przypadku przyszłych mężczyzn i ich matek, bo dotyczy płci, stąd tak silnie reagują na pornografię mężczyźni. Treścią wierzeń patogenicznych mogą być fałszywe przekonania, że kobiety nie lubią seksu, nie lubią zaspokajać mężczyzn, łatwo je rozczarować lub zranić poprzez przeżywanie własnej przyjemności etc. Wierzenia te powodują fałszywe poczucie odpowiedzialności za uczucia rodzica. Odbiór pornografii zaprzecza tym uczuciom i daje iluzję rozwiązania wewnętrznego konfliktu tych uczuć z samym popędem seksualnym. Według tego ujęcia pornografia nie prowadzi do przemocy ani patologii, a jej jedyną wadą jest odciąganie od pożycia małżeńskiego oraz od rozwiązywania wewnętrznych potrzeb wraz z żywymi ludźmi. Autor, M. Bader podsumowuje w swojej pracy także poglądy innych psychoterapeutów.